# Sandisfield
Sandisfield – miasto w Stanach Zjednoczonych, w stanie Massachusetts, w hrabstwie Berkshire.